# یوب، آخرین سلول خاکستری مغز
یوب، آخرین سلول خاکستری مغز (لهستانی: Job, czyli ostatnia szara komórka) یک فیلم کمدی لهستانی است که در سال ۲۰۰۶ منتشر شد.

## گزیدهٔ بازیگران
- آندژی آندژیفسکی
- بوریس شیتس
- آگنیشکا وُدارچیک
- اِلژبیتا یاروشیک
- الکساندر میکووایچاک
- ماریا کلیدیش
- هنریک گوونبیفسکی
- یژی شیبال
- پیوتر زلت
- کشیشتف ایبیش
- سواوومیر سولی
- رافائو چیه‌شینسکی
- پاوئو نوویش
- کاتاژینا بارگیه‌ووسکا
- آندژی ماستالش
- پیوتر نواک
- میخاو وُدارچیک
- ماژنا روگالسکا
- یانوش اونوفروویچ
- یژی واپینسکی
- آرکادیوش دِتمر
- توماش بورکوفسکی